# Ligue des champions de basket-ball 2024-2025
Navigation
2023-2024 2025-2026

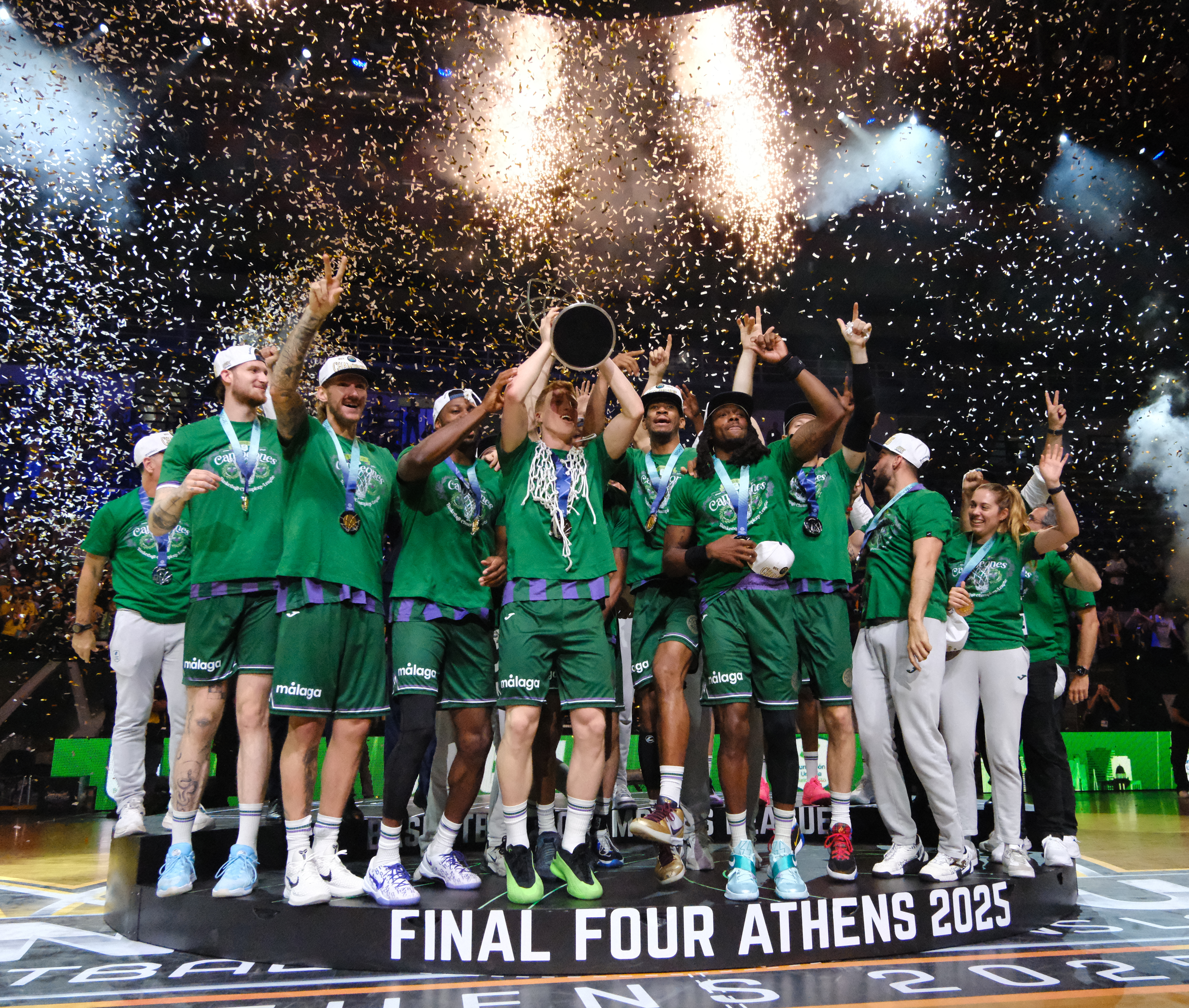

La Ligue des champions de basket-ball 2024-2025 est la huitième édition de la Ligue des champions de basket-ball.

## Équipes engagées
Un total de 54 équipes participent à cette édition de la Ligue des Champions. 32 d'entre elles sont directement qualifiées pour la saison régulière, les 28 clubs restants doivent passer par des qualifications pour déterminer les 4 dernières équipes participant à la saison régulière.
- 1er, 2e, etc. : Place dans le championnat domestique
- BCL: Tenant du titre de l'édition précédente
- FEC: Vainqueur de Coupe d'Europe FIBA
- WC: Wild card

| Saison régulière     | Saison régulière                 | Saison régulière          | Saison régulière          |
| -------------------- | -------------------------------- | ------------------------- | ------------------------- |
| AEK BETSSON Athènes  | BAXI Manresa                     | Bertram Derthona Tortona  | Falco KC Szombathely      |
| Filou Ostende        | FIT/One Würzburg Baskets         | FMP SoccerBet             | Galatasaray SK            |
| Hapoël Holon         | KK Igokea                        | King Szczecin             | Kolossos H Hotels         |
| La Laguna Tenerife   | Maccabi Ironi Ramat Gan          | Manisa BBSK               | Nanterre 92               |
| Niners Chemnitz      | Pallacanestro Reggiana           | Peristéri BC              | Pınar Karşıyaka           |
| Promithéas Patras    | RASTA Vechta                     | Rytas Vilnius             | Saint-Quentin Basket-Ball |
| UCAM Murcia          | Unicaja Málaga                   | VEF Riga                  | WKS Slask Wroclaw         |
| Qualifications       |                                  |                           |                           |
| Aliaga Petkimspor    | Dinamo Banco di Sardegna Sassari | Kalev/Cramo               | MoraBanc Andorra          |
| BC Nokia             | BC Sabah                         | KB Peja                   | Caledonia Gladiators      |
| Cholet Basket        | CSM CSU Oradea                   | ERA Nymburk               | Fribourg Olympic          |
| Heroes Den Bosch     | Keravnós Strovólou               | Kutaisi 2010              | Norrköping Dolphins       |
| PAOK Salonique       | Patrioti Levice                  | Rilski Sportist           | SL Benfica Lisbonne       |
| Spartak Office Shoes | Telekom Baskets Bonn             | Uniclub Casino - Juventus | Antwerp Giants            |

## Calendrier
Ce tableau présente le calendrier de la saison.
| Nom              | Nom             | Date aller                 | Date retour                | Date décisive              |
| Qualifications   | Qualifications  | Qualifications             | Qualifications             | Qualifications             |
| ---------------- | --------------- | -------------------------- | -------------------------- | -------------------------- |
| 1/4 de finales   | 1/4 de finales  | 17 et 18 septembre         | 17 et 18 septembre         | 17 et 18 septembre         |
| 1/2 finales      | 1/2 finales     | 19 et 20 septembre         | 19 et 20 septembre         | 19 et 20 septembre         |
| Finales          | Finales         | 21 et 22 septembre         | 21 et 22 septembre         | 21 et 22 septembre         |
| Saison régulière |                 |                            |                            |                            |
| Journée 1        | Journée 1       | 1er et 2 octobre           | 1er et 2 octobre           | 1er et 2 octobre           |
| Journée 2        | Groupes A-B-D-H | 8 octobre et 9 octobre     | 8 octobre et 9 octobre     | 8 octobre et 9 octobre     |
| Journée 2        | Groupes C-E-F-G | 15 octobre et 16 octobre   | 15 octobre et 16 octobre   | 15 octobre et 16 octobre   |
| Journée 3        | Groupes A-B-D-H | 22 octobre et 23 octobre   | 22 octobre et 23 octobre   | 22 octobre et 23 octobre   |
| Journée 3        | Groupes C-E-F-G | 29 octobre et 30 octobre   | 29 octobre et 30 octobre   | 29 octobre et 30 octobre   |
| Journée 4        | Groupes A-B-D-H | 5 novembre et 6 novembre   | 5 novembre et 6 novembre   | 5 novembre et 6 novembre   |
| Journée 4        | Groupes C-E-F-G | 12 novembre et 13 novembre | 12 novembre et 13 novembre | 12 novembre et 13 novembre |
| Journée 5        | Groupes A-B-D-H | 3 décembre et 4 décembre   | 3 décembre et 4 décembre   | 3 décembre et 4 décembre   |
| Journée 5        | Groupes C-E-F-G | 11 décembre et 11 décembre | 11 décembre et 11 décembre | 11 décembre et 11 décembre |
| Journée 6        | Journée 6       | 17 et 18 décembre          | 17 et 18 décembre          | 17 et 18 décembre          |
| Play-ins         | Play-ins        | 7 et 8 Janvier 2025        | 14 et 15 Janvier 2025      | 21 et 22 Janvier 2025      |
| Top 16           |                 |                            |                            |                            |
| Journée 1        | Journée 1       | 28 et 29 janvier 2025      | 28 et 29 janvier 2025      | 28 et 29 janvier 2025      |
| Journée 2        | Journée 2       | 4 et 5 février 2025        | 4 et 5 février 2025        | 4 et 5 février 2025        |
| Journée 3        | Journée 3       | 4 et 5 mars 2025           | 4 et 5 mars 2025           | 4 et 5 mars 2025           |
| Journée 4        | Journée 4       | 11 et 12 mars 2025         | 11 et 12 mars 2025         | 11 et 12 mars 2025         |
| Journée 5        | Journée 5       | 18 et 19 mars 2025         | 18 et 19 mars 2025         | 18 et 19 mars 2025         |
| Journée 6        | Journée 6       | 25 et 26 mars 2025         | 25 et 26 mars 2025         | 25 et 26 mars 2025         |
| Phase finale     |                 |                            |                            |                            |
| 1/4 de finales   | 1/4 de finales  | 9 Avril 2025               | 15 et 16 Avril 2025        | 23 Avril 2025              |
| Final four       | Final four      | 9 et 11 Mai 2025           | 9 et 11 Mai 2025           | 9 et 11 Mai 2025           |

## Phase qualificative
Un total de 24 équipes participe aux tours de qualification cette saison. Celles-ci sont réparties selon leur place dans leur championnat national (pots 1 et 2 pour les champions), et leur ranking FIBA (pots 3 à 6). Le tirage au sort les répartit dans quatre tableaux dont chaque vainqueur accède à la saison régulière de la Ligue des Champions. Toutes les rencontres se déroulent à Antalya, à l'Antalya Sports Hall, du 17 septembre au 22 septembre 2024.
Les équipes éliminées sont reversées en Coupe d'Europe FIBA si elles y sont candidates.

### Tournoi de qualification 1 - Groupe G (Antalya, Turquie)
|  | Quarts de finale    | Quarts de finale    | Quarts de finale    | Quarts de finale    |                     |                     | Demi-finales | Demi-finales | Demi-finales | Demi-finales |  |  | Finale       | Finale       | Finale       | Finale       |
|  |                     |                     |                     |                     |                     |                     |              |              |              |              |  |  |              |              |              |              |
|  | 17 septembre        | 17 septembre        | 17 septembre        | 17 septembre        |                     |                     | 19 septembre | 19 septembre | 19 septembre | 19 septembre |  |  | 21 septembre | 21 septembre | 21 septembre | 21 septembre |
|  | 17 septembre        | 17 septembre        | 17 septembre        | 17 septembre        |                     |                     | 19 septembre | 19 septembre | 19 septembre | 19 septembre |  |  | 21 septembre | 21 septembre | 21 septembre | 21 septembre |
|  | Rilski Sportist     | Rilski Sportist     | 71                  | 71                  |                     |                     | 19 septembre | 19 septembre | 19 septembre | 19 septembre |  |  | 21 septembre | 21 septembre | 21 septembre | 21 septembre |
|  | Rilski Sportist     | Rilski Sportist     | 71                  | 71                  |                     |                     | 19 septembre | 19 septembre | 19 septembre | 19 septembre |  |  | 21 septembre | 21 septembre | 21 septembre | 21 septembre |
|  | BC Nokia            | BC Nokia            | 64                  | 64                  |                     |                     | 19 septembre | 19 septembre | 19 septembre | 19 septembre |  |  | 21 septembre | 21 septembre | 21 septembre | 21 septembre |
|  | BC Nokia            | BC Nokia            | 64                  | 64                  | SL Benfica Lisbonne | SL Benfica Lisbonne | 89           | 89           |              |              |  |  | 21 septembre | 21 septembre | 21 septembre | 21 septembre |
|  |                     |                     |                     |                     | SL Benfica Lisbonne | SL Benfica Lisbonne | 89           | 89           |              |              |  |  | 21 septembre | 21 septembre | 21 septembre | 21 septembre |
|  |                     |                     | Rilski Sportist     | Rilski Sportist     | 88                  | 88                  |              |              |              |              |  |  | 21 septembre | 21 septembre | 21 septembre | 21 septembre |
|  |                     |                     |                     |                     | 88                  | 88                  |              |              |              |              |  |  | 21 septembre | 21 septembre | 21 septembre | 21 septembre |
|  |                     | 19 septembre        |                     |                     |                     |                     |              |              |              |              |  |  | 21 septembre | 21 septembre | 21 septembre | 21 septembre |
|  |                     |                     |                     |                     |                     |                     |              |              |              |              |  |  | 21 septembre | 21 septembre | 21 septembre | 21 septembre |
|  | SL Benfica Lisbonne | SL Benfica Lisbonne | 91                  | 91                  |                     |                     |              |              |              |              |  |  |              |              |              |              |
|  | SL Benfica Lisbonne | SL Benfica Lisbonne | 91                  | 91                  |                     |                     |              |              |              |              |  |  |              |              |              |              |
|  |                     |                     | Fribourg Olympic    | Fribourg Olympic    | 85                  | 85                  |              |              |              |              |  |  |              |              |              |              |
|  |                     |                     |                     |                     | 85                  | 85                  |              |              |              |              |  |  |              |              |              |              |
|  |                     |                     |                     |                     |                     |                     |              |              |              |              |  |  |              |              |              |              |
|  |                     |                     |                     |                     |                     |                     |              |              |              |              |  |  |              |              |              |              |
|  | Fribourg Olympic    | Fribourg Olympic    | 80                  | 80                  |                     |                     |              |              |              |              |  |  |              |              |              |              |
|  | Fribourg Olympic    | Fribourg Olympic    | 80                  | 80                  | 17 septembre        |                     |              |              |              |              |  |  |              |              |              |              |
|  |                     |                     | Norrköping Dolphins | Norrköping Dolphins | 79                  | 79                  |              |              |              |              |  |  |              |              |              |              |
|  | BC Sabah            | BC Sabah            | Norrköping Dolphins | Norrköping Dolphins | 79                  | 79                  | 71           | 71           |              |              |  |  |              |              |              |              |
|  | BC Sabah            | BC Sabah            |                     |                     |                     |                     |              | 71           |              |              |  |  |              |              |              |              |
|  | Norrköping Dolphins | Norrköping Dolphins | 75                  | 75                  |                     |                     |              |              |              |              |  |  |              |              |              |              |
|  | Norrköping Dolphins | Norrköping Dolphins | 75                  | 75                  |                     |                     |              |              |              |              |  |  |              |              |              |              |
|  |                     |                     |                     |                     |                     |                     |              |              |              |              |  |  |              |              |              |              |

### Tournoi de qualification 2 - Groupe D (Antalya, Turquie)
|  | Quarts de finale   | Quarts de finale   | Quarts de finale | Quarts de finale |              |             | Demi-finales | Demi-finales | Demi-finales | Demi-finales |  |  | Finale       | Finale       | Finale       | Finale       |
|  |                    |                    |                  |                  |              |             |              |              |              |              |  |  |              |              |              |              |
|  | 18 septembre       | 18 septembre       | 18 septembre     | 18 septembre     |              |             | 20 septembre | 20 septembre | 20 septembre | 20 septembre |  |  | 22 septembre | 22 septembre | 22 septembre | 22 septembre |
|  | 18 septembre       | 18 septembre       | 18 septembre     | 18 septembre     |              |             | 20 septembre | 20 septembre | 20 septembre | 20 septembre |  |  | 22 septembre | 22 septembre | 22 septembre | 22 septembre |
|  | KB Peja            | KB Peja            | 82               | 82               |              |             | 20 septembre | 20 septembre | 20 septembre | 20 septembre |  |  | 22 septembre | 22 septembre | 22 septembre | 22 septembre |
|  | KB Peja            | KB Peja            | 82               | 82               |              |             | 20 septembre | 20 septembre | 20 septembre | 20 septembre |  |  | 22 septembre | 22 septembre | 22 septembre | 22 septembre |
|  | Keravnós Strovólou | Keravnós Strovólou | 79               | 79               |              |             | 20 septembre | 20 septembre | 20 septembre | 20 septembre |  |  | 22 septembre | 22 septembre | 22 septembre | 22 septembre |
|  | Keravnós Strovólou | Keravnós Strovólou | 79               | 79               | ERA Nymburk  | ERA Nymburk | 84           | 84           |              |              |  |  | 22 septembre | 22 septembre | 22 septembre | 22 septembre |
|  |                    |                    |                  |                  | ERA Nymburk  | ERA Nymburk | 84           | 84           |              |              |  |  | 22 septembre | 22 septembre | 22 septembre | 22 septembre |
|  |                    |                    | KB Peja          | KB Peja          | 78           | 78          |              |              |              |              |  |  | 22 septembre | 22 septembre | 22 septembre | 22 septembre |
|  |                    |                    |                  |                  | 78           | 78          |              |              |              |              |  |  | 22 septembre | 22 septembre | 22 septembre | 22 septembre |
|  |                    | 20 septembre       |                  |                  |              |             |              |              |              |              |  |  | 22 septembre | 22 septembre | 22 septembre | 22 septembre |
|  |                    |                    |                  |                  |              |             |              |              |              |              |  |  | 22 septembre | 22 septembre | 22 septembre | 22 septembre |
|  | ERA Nymburk        | ERA Nymburk        | 80               | 80               |              |             |              |              |              |              |  |  |              |              |              |              |
|  | ERA Nymburk        | ERA Nymburk        | 80               | 80               |              |             |              |              |              |              |  |  |              |              |              |              |
|  |                    |                    | Kalev/Cramo      | Kalev/Cramo      | 66           | 66          |              |              |              |              |  |  |              |              |              |              |
|  |                    |                    |                  |                  | 66           | 66          |              |              |              |              |  |  |              |              |              |              |
|  |                    |                    |                  |                  |              |             |              |              |              |              |  |  |              |              |              |              |
|  |                    |                    |                  |                  |              |             |              |              |              |              |  |  |              |              |              |              |
|  | Kalev/Cramo        | Kalev/Cramo        | 84               | 84               |              |             |              |              |              |              |  |  |              |              |              |              |
|  | Kalev/Cramo        | Kalev/Cramo        | 84               | 84               | 18 septembre |             |              |              |              |              |  |  |              |              |              |              |
|  |                    |                    | Patrioti Levice  | Patrioti Levice  | 76           | 76          |              |              |              |              |  |  |              |              |              |              |
|  | Kutaisi 2010       | Kutaisi 2010       | Patrioti Levice  | Patrioti Levice  | 76           | 76          | 87           | 87           |              |              |  |  |              |              |              |              |
|  | Kutaisi 2010       | Kutaisi 2010       |                  |                  |              |             |              | 87           |              |              |  |  |              |              |              |              |
|  | Patrioti Levice    | Patrioti Levice    | 111              | 111              |              |             |              |              |              |              |  |  |              |              |              |              |
|  | Patrioti Levice    | Patrioti Levice    | 111              | 111              |              |             |              |              |              |              |  |  |              |              |              |              |
|  |                    |                    |                  |                  |              |             |              |              |              |              |  |  |              |              |              |              |

### Tournoi de qualification 3 - Groupe B (Antalya, Turquie)
|  | Quarts de finale     | Quarts de finale     | Quarts de finale  | Quarts de finale  |                |                | Demi-finales | Demi-finales | Demi-finales | Demi-finales |  |  | Finale       | Finale       | Finale       | Finale       |
|  |                      |                      |                   |                   |                |                |              |              |              |              |  |  |              |              |              |              |
|  | 17 septembre         | 17 septembre         | 17 septembre      | 17 septembre      |                |                | 19 septembre | 19 septembre | 19 septembre | 19 septembre |  |  | 21 septembre | 21 septembre | 21 septembre | 21 septembre |
|  | 17 septembre         | 17 septembre         | 17 septembre      | 17 septembre      |                |                | 19 septembre | 19 septembre | 19 septembre | 19 septembre |  |  | 21 septembre | 21 septembre | 21 septembre | 21 septembre |
|  | Caledonia Gladiators | Caledonia Gladiators | 59                | 59                |                |                | 19 septembre | 19 septembre | 19 septembre | 19 septembre |  |  | 21 septembre | 21 septembre | 21 septembre | 21 septembre |
|  | Caledonia Gladiators | Caledonia Gladiators | 59                | 59                |                |                | 19 septembre | 19 septembre | 19 septembre | 19 septembre |  |  | 21 septembre | 21 septembre | 21 septembre | 21 septembre |
|  | CSM CSU Oradea       | CSM CSU Oradea       | 90                | 90                |                |                | 19 septembre | 19 septembre | 19 septembre | 19 septembre |  |  | 21 septembre | 21 septembre | 21 septembre | 21 septembre |
|  | CSM CSU Oradea       | CSM CSU Oradea       | 90                | 90                | PAOK Salonique | PAOK Salonique | 81           | 81           |              |              |  |  | 21 septembre | 21 septembre | 21 septembre | 21 septembre |
|  |                      |                      |                   |                   | PAOK Salonique | PAOK Salonique | 81           | 81           |              |              |  |  | 21 septembre | 21 septembre | 21 septembre | 21 septembre |
|  |                      |                      | CSM CSU Oradea    | CSM CSU Oradea    | 80             | 80             |              |              |              |              |  |  | 21 septembre | 21 septembre | 21 septembre | 21 septembre |
|  |                      |                      |                   |                   | 80             | 80             |              |              |              |              |  |  | 21 septembre | 21 septembre | 21 septembre | 21 septembre |
|  |                      | 19 septembre         |                   |                   |                |                |              |              |              |              |  |  | 21 septembre | 21 septembre | 21 septembre | 21 septembre |
|  |                      |                      |                   |                   |                |                |              |              |              |              |  |  | 21 septembre | 21 septembre | 21 septembre | 21 septembre |
|  | PAOK Salonique       | PAOK Salonique       | 69                | 69                |                |                |              |              |              |              |  |  |              |              |              |              |
|  | PAOK Salonique       | PAOK Salonique       | 69                | 69                |                |                |              |              |              |              |  |  |              |              |              |              |
|  |                      |                      | Aliaga Petkimspor | Aliaga Petkimspor | 79             | 79             |              |              |              |              |  |  |              |              |              |              |
|  |                      |                      |                   |                   | 79             | 79             |              |              |              |              |  |  |              |              |              |              |
|  |                      |                      |                   |                   |                |                |              |              |              |              |  |  |              |              |              |              |
|  |                      |                      |                   |                   |                |                |              |              |              |              |  |  |              |              |              |              |
|  | Cholet Basket        | Cholet Basket        | 70                | 70                |                |                |              |              |              |              |  |  |              |              |              |              |
|  | Cholet Basket        | Cholet Basket        | 70                | 70                | 17 septembre   |                |              |              |              |              |  |  |              |              |              |              |
|  |                      |                      | Aliaga Petkimspor | Aliaga Petkimspor | 76             | 76             |              |              |              |              |  |  |              |              |              |              |
|  | Aliaga Petkimspor    | Aliaga Petkimspor    | Aliaga Petkimspor | Aliaga Petkimspor | 76             | 76             | 92           | 92           |              |              |  |  |              |              |              |              |
|  | Aliaga Petkimspor    | Aliaga Petkimspor    |                   |                   |                |                |              | 92           |              |              |  |  |              |              |              |              |
|  | Heroes Den Bosch     | Heroes Den Bosch     | 72                | 72                |                |                |              |              |              |              |  |  |              |              |              |              |
|  | Heroes Den Bosch     | Heroes Den Bosch     | 72                | 72                |                |                |              |              |              |              |  |  |              |              |              |              |
|  |                      |                      |                   |                   |                |                |              |              |              |              |  |  |              |              |              |              |

### Tournoi de qualification 4 - Groupe E (Antalya, Turquie)
|  | Quarts de finale                  | Quarts de finale                  | Quarts de finale                  | Quarts de finale                  |                      |                      | Demi-finales | Demi-finales | Demi-finales | Demi-finales |  |  | Finale       | Finale       | Finale       | Finale       |
|  |                                   |                                   |                                   |                                   |                      |                      |              |              |              |              |  |  |              |              |              |              |
|  | 18 septembre                      | 18 septembre                      | 18 septembre                      | 18 septembre                      |                      |                      | 20 septembre | 20 septembre | 20 septembre | 20 septembre |  |  | 22 septembre | 22 septembre | 22 septembre | 22 septembre |
|  | 18 septembre                      | 18 septembre                      | 18 septembre                      | 18 septembre                      |                      |                      | 20 septembre | 20 septembre | 20 septembre | 20 septembre |  |  | 22 septembre | 22 septembre | 22 septembre | 22 septembre |
|  | MoraBanc Andorra                  | MoraBanc Andorra                  | 91                                | 91                                |                      |                      | 20 septembre | 20 septembre | 20 septembre | 20 septembre |  |  | 22 septembre | 22 septembre | 22 septembre | 22 septembre |
|  | MoraBanc Andorra                  | MoraBanc Andorra                  | 91                                | 91                                |                      |                      | 20 septembre | 20 septembre | 20 septembre | 20 septembre |  |  | 22 septembre | 22 septembre | 22 septembre | 22 septembre |
|  | Windrose Giants Antwerp           | Windrose Giants Antwerp           | 73                                | 73                                |                      |                      | 20 septembre | 20 septembre | 20 septembre | 20 septembre |  |  | 22 septembre | 22 septembre | 22 septembre | 22 septembre |
|  | Windrose Giants Antwerp           | Windrose Giants Antwerp           | 73                                | 73                                | Telekom Baskets Bonn | Telekom Baskets Bonn | 99           | 99           |              |              |  |  | 22 septembre | 22 septembre | 22 septembre | 22 septembre |
|  |                                   |                                   |                                   |                                   | Telekom Baskets Bonn | Telekom Baskets Bonn | 99           | 99           |              |              |  |  | 22 septembre | 22 septembre | 22 septembre | 22 septembre |
|  |                                   |                                   | MoraBanc Andorra                  | MoraBanc Andorra                  | 91                   | 91                   |              |              |              |              |  |  | 22 septembre | 22 septembre | 22 septembre | 22 septembre |
|  |                                   |                                   |                                   |                                   | 91                   | 91                   |              |              |              |              |  |  | 22 septembre | 22 septembre | 22 septembre | 22 septembre |
|  |                                   | 20 septembre                      |                                   |                                   |                      |                      |              |              |              |              |  |  | 22 septembre | 22 septembre | 22 septembre | 22 septembre |
|  |                                   |                                   |                                   |                                   |                      |                      |              |              |              |              |  |  | 22 septembre | 22 septembre | 22 septembre | 22 septembre |
|  | Telekom Baskets Bonn              | Telekom Baskets Bonn              | 78                                | 78                                |                      |                      |              |              |              |              |  |  |              |              |              |              |
|  | Telekom Baskets Bonn              | Telekom Baskets Bonn              | 78                                | 78                                |                      |                      |              |              |              |              |  |  |              |              |              |              |
|  |                                   |                                   | Dinamo Banco di Sardegna Sassari0 | Dinamo Banco di Sardegna Sassari0 | 71                   | 71                   |              |              |              |              |  |  |              |              |              |              |
|  |                                   |                                   |                                   |                                   | 71                   | 71                   |              |              |              |              |  |  |              |              |              |              |
|  |                                   |                                   |                                   |                                   |                      |                      |              |              |              |              |  |  |              |              |              |              |
|  |                                   |                                   |                                   |                                   |                      |                      |              |              |              |              |  |  |              |              |              |              |
|  | Dinamo Banco di Sardegna Sassari0 | Dinamo Banco di Sardegna Sassari0 | 77                                | 77                                |                      |                      |              |              |              |              |  |  |              |              |              |              |
|  | Dinamo Banco di Sardegna Sassari0 | Dinamo Banco di Sardegna Sassari0 | 77                                | 77                                | 18 septembre         |                      |              |              |              |              |  |  |              |              |              |              |
|  |                                   |                                   | Uniclub Casino - Juventus         | Uniclub Casino - Juventus         | 73                   | 73                   |              |              |              |              |  |  |              |              |              |              |
|  | Spartak Office Shoes              | Spartak Office Shoes              | Uniclub Casino - Juventus         | Uniclub Casino - Juventus         | 73                   | 73                   | 84           | 84           |              |              |  |  |              |              |              |              |
|  | Spartak Office Shoes              | Spartak Office Shoes              |                                   |                                   |                      |                      |              | 84           |              |              |  |  |              |              |              |              |
|  | Uniclub Casino - Juventus         | Uniclub Casino - Juventus         | 87                                | 87                                |                      |                      |              |              |              |              |  |  |              |              |              |              |
|  | Uniclub Casino - Juventus         | Uniclub Casino - Juventus         | 87                                | 87                                |                      |                      |              |              |              |              |  |  |              |              |              |              |
|  |                                   |                                   |                                   |                                   |                      |                      |              |              |              |              |  |  |              |              |              |              |

## Saison régulière
32 équipes participent à la saison régulière, réparties en 8 groupes de 4 équipes.
Légende :

### Groupe A
| Rang | Équipe                   | Pts | J | G | P | Pp  | Pc  | Diff |  | Résultats (dom.\ext.)    |       |       |       |       |
| ---- | ------------------------ | --- | - | - | - | --- | --- | ---- |  | ------------------------ | ----- | ----- | ----- | ----- |
| 1    | FIT/One Würzburg Baskets | 10  | 6 | 4 | 2 | 513 | 489 | 24   |  | FIT/One Würzburg Baskets |       | 88-96 | 85-76 | 98-80 |
| 2    | Nanterre 92 (+16)        | 9   | 6 | 3 | 3 | 500 | 492 | 8    |  | Nanterre 92 (+16)        | 83-88 |       | 87-77 | 78-83 |
| 3    | Hapoël Holon (-16)       | 9   | 6 | 3 | 3 | 472 | 478 | -6   |  | Hapoël Holon (-16)       | 71-69 | 70-76 |       | 92-82 |
| 4    | KK Igokea                | 8   | 6 | 2 | 4 | 493 | 519 | -26  |  | KK Igokea                | 83-85 | 86-80 | 79-86 |       |

### Groupe B
| Rang | Équipe            | Pts | J | G | P | Pp  | Pc  | Diff |  | Résultats (dom.\ext.) |        |        |       |       |
| ---- | ----------------- | --- | - | - | - | --- | --- | ---- |  | --------------------- | ------ | ------ | ----- | ----- |
| 1    | Unicaja Málaga    | 12  | 6 | 6 | 0 | 584 | 432 | 152  |  | Unicaja Málaga        |        | 112-82 | 98-82 | 83-60 |
| 2    | Aliaga Petkimspor | 10  | 6 | 4 | 2 | 475 | 503 | -28  |  | Aliaga Petkimspor     | 56-108 |        | 77-74 | 90-63 |
| 3    | Filou Ostende     | 8   | 6 | 2 | 4 | 468 | 480 | -12  |  | Filou Ostende         | 85-92  | 76-85  |       | 67-55 |
| 4    | King Szczecin     | 6   | 6 | 0 | 6 | 388 | 500 | -112 |  | King Szczecin         | 67-91  | 70-85  | 73-84 |       |

### Groupe C
| Rang | Équipe                    | Pts | J | G | P | Pp  | Pc  | Diff |  | Résultats (dom.\ext.)     |       |       |       |       |
| ---- | ------------------------- | --- | - | - | - | --- | --- | ---- |  | ------------------------- | ----- | ----- | ----- | ----- |
| 1    | La Laguna Tenerife        | 12  | 6 | 6 | 0 | 502 | 396 | 106  |  | La Laguna Tenerife        |       | 85-82 | 96-57 | 92-73 |
| 2    | Pınar Karşıyaka           | 10  | 6 | 4 | 2 | 501 | 451 | 50   |  | Pınar Karşıyaka           | 76-87 |       | 84-74 | 95-79 |
| 3    | Saint-Quentin Basket-Ball | 8   | 6 | 2 | 4 | 429 | 473 | -44  |  | Saint-Quentin Basket-Ball | 61-71 | 67-93 |       | 84-54 |
| 4    | Kolossos H Hotels         | 6   | 6 | 0 | 6 | 387 | 499 | -112 |  | Kolossos H Hotels         | 47-71 | 59-71 | 75-86 |       |

### Groupe D
| Rang | Équipe            | Pts | J | G | P | Pp  | Pc  | Diff |  | Résultats (dom.\ext.) |       |       |       |        |
| ---- | ----------------- | --- | - | - | - | --- | --- | ---- |  | --------------------- | ----- | ----- | ----- | ------ |
| 1    | ERA Nymburk       | 11  | 6 | 5 | 1 | 516 | 442 | 74   |  | ERA Nymburk           |       | 80-75 | 85-74 | 93-74  |
| 2    | Galatasaray SK    | 10  | 6 | 4 | 2 | 492 | 471 | 21   |  | Galatasaray SK        | 75-87 |       | 91-74 | 103-91 |
| 3    | Promithéas Patras | 8   | 6 | 2 | 4 | 478 | 503 | -25  |  | Promithéas Patras     | 78-86 | 75-79 |       | 78-86  |
| 4    | RASTA Vechta      | 7   | 6 | 1 | 5 | 471 | 531 | -60  |  | RASTA Vechta          | 70-95 | 64-74 | 86-88 |        |

### Groupe E
| Rang | Équipe                     | Pts | J | G | P | Pp  | Pc  | Diff |  | Résultats (dom.\ext.)      |       |       |       |       |
| ---- | -------------------------- | --- | - | - | - | --- | --- | ---- |  | -------------------------- | ----- | ----- | ----- | ----- |
| 1    | AEK BETSSON Athènes (+12)  | 10  | 6 | 4 | 2 | 494 | 463 | 31   |  | AEK BETSSON Athènes (+12)  |       | 96-65 | 80-71 | 80-70 |
| 2    | Telekom Baskets Bonn (-12) | 10  | 6 | 4 | 2 | 474 | 485 | -11  |  | Telekom Baskets Bonn (-12) | 93-74 |       | 80-76 | 78-75 |
| 3    | Maccabi Ironi Ramat Gan    | 9   | 6 | 3 | 3 | 492 | 494 | -2   |  | Maccabi Ironi Ramat Gan    | 95-84 | 78-86 |       | 78-71 |
| 4    | VEF Riga                   | 7   | 6 | 1 | 5 | 464 | 482 | -18  |  | VEF Riga                   | 69-80 | 86-72 | 93-94 |       |

### Groupe F
| Rang | Équipe                       | Pts | J | G | P | Pp  | Pc  | Diff |  | Résultats (dom.\ext.)        |       |        |       |       |
| ---- | ---------------------------- | --- | - | - | - | --- | --- | ---- |  | ---------------------------- | ----- | ------ | ----- | ----- |
| 1    | Rytas Vilnius                | 11  | 6 | 5 | 1 | 542 | 479 | 63   |  | Rytas Vilnius                |       | 103-83 | 94-84 | 98-75 |
| 2    | Falco KC Szombathely (+16)   | 9   | 6 | 3 | 3 | 472 | 484 | -12  |  | Falco KC Szombathely (+16)   | 72-82 |        | 78-71 | 67-74 |
| 3    | Pallacanestro Reggiana (-16) | 9   | 6 | 3 | 3 | 458 | 462 | -4   |  | Pallacanestro Reggiana (-16) | 77-67 | 79-88  |       | 74-70 |
| 4    | WKS Slask Wroclaw            | 7   | 6 | 1 | 5 | 447 | 494 | -47  |  | WKS Slask Wroclaw            | 88-98 | 75-84  | 65-73 |       |

### Groupe G
| Rang | Équipe                        | Pts | J | G | P | Pp  | Pc  | Diff |  | Résultats (dom.\ext.)         |        |        |        |        |
| ---- | ----------------------------- | --- | - | - | - | --- | --- | ---- |  | ----------------------------- | ------ | ------ | ------ | ------ |
| 1    | BAXI Manresa (+1)             | 11  | 6 | 5 | 1 | 562 | 465 | 97   |  | BAXI Manresa (+1)             |        | 100-82 | 105-59 | 92-64  |
| 2    | Bertram Derthona Tortona (-1) | 11  | 6 | 5 | 1 | 497 | 456 | 41   |  | Bertram Derthona Tortona (-1) | 102-85 |        | 87-81  | 77-71  |
| 3    | Niners Chemnitz (+17)         | 7   | 6 | 1 | 5 | 450 | 512 | -62  |  | Niners Chemnitz (+17)         | 78-89  | 61-77  |        | 103-75 |
| 4    | SL Benfica Lisbonne (-17)     | 7   | 6 | 1 | 5 | 427 | 503 | -76  |  | SL Benfica Lisbonne (-17)     | 80-91  | 58-72  | 79-68  |        |

### Groupe H
| Rang | Équipe        | Pts | J | G | P | Pp  | Pc  | Diff |  | Résultats (dom.\ext.) |       |        |       |        |
| ---- | ------------- | --- | - | - | - | --- | --- | ---- |  | --------------------- | ----- | ------ | ----- | ------ |
| 1    | UCAM Murcia   | 11  | 6 | 5 | 1 | 508 | 455 | 53   |  | UCAM Murcia           |       | 97-103 | 83-76 | 86-50  |
| 2    | Manisa BBSK   | 10  | 6 | 4 | 2 | 536 | 523 | 13   |  | Manisa BBSK           | 72-78 |        | 79-77 | 103-84 |
| 3    | Peristéri BC  | 8   | 6 | 2 | 4 | 449 | 457 | -8   |  | Peristéri BC          | 76-81 | 90-78  |       | 72-66  |
| 4    | FMP SoccerBet | 7   | 6 | 1 | 5 | 445 | 503 | -58  |  | FMP SoccerBet         | 78-83 | 97-101 | 70-58 |        |

## Play-in
Les play-ins se déroulent du 3 au 17 janvier 2025 et opposent les 2es et 3es de groupes de la saison régulière. Ils consistent en une rencontre au meilleur des 3 manches, avec avantage du terrain pour l'équipe qui s'est classée 2e. Les vainqueurs se qualifient pour le Top 16.
L'équipe nommée la première reçoit aux matchs 1 et 3.
| Équipe 1                 | Séries | Équipe 2                  | Match 1 | Match 2 | Match 3      |
| ------------------------ | ------ | ------------------------- | ------- | ------- | ------------ |
| Nanterre 92              | 2 - 1  | Filou Ostende             | 78 - 88 | 76 - 67 | 76 - 71      |
| Aliaga Petkimspor        | 2 - 1  | Hapoël Holon              | 82 - 81 | 62 - 65 | 93 - 85      |
| Pınar Karşıyaka          | 0 - 2  | Promithéas Patras         | 77 - 81 | 68 - 84 | —            |
| Galatasaray SK           | 2 - 1  | Saint-Quentin Basket-Ball | 84 - 63 | 79 - 90 | 75 - 73      |
| Telekom Baskets Bonn     | 0 - 2  | Pallacanestro Reggiana    | 91 - 94 | 70 - 73 | —            |
| Falco KC Szombathely     | 2 - 1  | Maccabi Ironi Ramat Gan   | 88 - 81 | 69 - 76 | 106 - 100a2p |
| Bertram Derthona Tortona | 2 - 0  | Peristéri BC              | 69 - 59 | 73 - 65 | —            |
| Manisa BBSK              | 2 - 0  | Niners Chemnitz           | 87 - 86 | 87 - 84 | —            |

## Top 16
Le Top 16 se déroule du - janvier au - mars 2025 et met aux prises les huit vainqueurs de groupe de la saison régulière ainsi que les huit gagnants des play-ins. Les 16 équipes sont divisées en 4 groupes de 4. Les deux premiers de chaque groupe se qualifient pour les quarts de finale.
Légende :

### Groupe I
| Rang | Équipe                   | Pts | J | G | P | Pp  | Pc  | Diff |  | Résultats (dom.\ext.)    |         |         |         |           |
| ---- | ------------------------ | --- | - | - | - | --- | --- | ---- |  | ------------------------ | ------- | ------- | ------- | --------- |
| 1    | AEK BETSSON Athènes      | 11  | 6 | 5 | 1 | 493 | 449 | 44   |  | AEK BETSSON Athènes      |         | 93 - 86 | 84 - 77 | 97 - 76   |
| 2    | Bertram Derthona Tortona | 10  | 6 | 4 | 2 | 507 | 466 | 41   |  | Bertram Derthona Tortona | 83 - 82 |         | 80 - 74 | 97 - 77   |
| 3    | FIT/One Würzburg Baskets | 8   | 6 | 2 | 4 | 496 | 516 | -20  |  | FIT/One Würzburg Baskets | 71 - 77 | 80 - 79 |         | 115 - 119 |
| 4    | Promithéas Patras        | 7   | 6 | 1 | 5 | 465 | 530 | -65  |  | Promithéas Patras        | 56 - 60 | 60 - 82 | 77 - 79 |           |

### Groupe J
| Rang | Équipe         | Pts | J | G | P | Pp  | Pc  | Diff |  | Résultats (dom.\ext.) |          |         |         |          |
| ---- | -------------- | --- | - | - | - | --- | --- | ---- |  | --------------------- | -------- | ------- | ------- | -------- |
| 1    | Unicaja Málaga | 11  | 6 | 5 | 1 | 550 | 503 | 47   |  | Unicaja Málaga        |          | 97 - 91 | 92 - 74 | 91 - 73  |
| 2    | Galatasaray SK | 10  | 6 | 4 | 2 | 532 | 514 | 18   |  | Galatasaray SK        | 86 - 84  |         | 89 - 81 | 104 - 81 |
| 3    | Rytas Vilnius  | 8   | 6 | 2 | 4 | 496 | 502 | -6   |  | Rytas Vilnius         | 82 - 83  | 86 - 66 |         | 98 - 74  |
| 4    | Manisa BBSK    | 7   | 6 | 1 | 5 | 508 | 567 | -59  |  | Manisa BBSK           | 97 - 103 | 85 - 96 | 98 - 75 |          |

### Groupe K
| Rang | Équipe                 | Pts | J | G | P | Pp  | Pc  | Diff |  | Résultats (dom.\ext.)  |         |         |         |         |
| ---- | ---------------------- | --- | - | - | - | --- | --- | ---- |  | ---------------------- | ------- | ------- | ------- | ------- |
| 1    | La Laguna Tenerife     | 12  | 6 | 6 | 0 | 515 | 450 | 65   |  | La Laguna Tenerife     |         | 91 - 69 | 81 - 71 | 90 - 83 |
| 2    | Pallacanestro Reggiana | 9   | 6 | 3 | 3 | 486 | 498 | -12  |  | Pallacanestro Reggiana | 74 - 84 |         | 85 - 70 | 77 - 70 |
| 3    | BAXI Manresa           | 8   | 6 | 2 | 4 | 492 | 516 | -24  |  | BAXI Manresa           | 73 - 84 | 96 - 90 |         | 96 - 87 |
| 4    | Aliaga Petkimspor      | 7   | 6 | 1 | 5 | 496 | 525 | -29  |  | Aliaga Petkimspor      | 80 - 85 | 87 - 91 | 89 - 86 |         |

### Groupe L
| Rang | Équipe               | Pts | J | G | P | Pp  | Pc  | Diff |  | Résultats (dom.\ext.) |          |         |          |         |
| ---- | -------------------- | --- | - | - | - | --- | --- | ---- |  | --------------------- | -------- | ------- | -------- | ------- |
| 1    | ERA Nymburk          | 11  | 6 | 5 | 1 | 549 | 451 | 98   |  | ERA Nymburk           |          | 86 - 90 | 85 - 70  | 96 - 68 |
| 2    | Nanterre 92          | 10  | 6 | 4 | 2 | 505 | 512 | -7   |  | Nanterre 92           | 77 - 100 |         | 76 - 71  | 83 - 71 |
| 3    | UCAM Murcia          | 9   | 6 | 3 | 3 | 485 | 474 | 11   |  | UCAM Murcia           | 60 - 76  | 95 - 84 |          | 85 - 63 |
| 4    | Falco KC Szombathely | 6   | 6 | 0 | 6 | 467 | 569 | -102 |  | Falco KC Szombathely  | 86 - 106 | 89 - 95 | 90 - 104 |         |

## Phase finale
Le tirage au sort du tableau des playoffs est annoncé le 28 mars 2025. Dans la foulée du résultat du dernier quart de finale, l'organisation du final four est attribuée à l'AEK Athènes, du 9 au 11 mai 2025.
|  | Quarts de finale | Quarts de finale          | Quarts de finale   | Quarts de finale | Quarts de finale   |     |                        | Demi-finales           | Demi-finales           | Demi-finales           |                        |    | Finale | Finale               | Finale |
|  |                  |                           |                    |                  |                    |     |                        |                        |                        |                        |                        |    |        |                      |        |
|  | L1               | ERA Nymburk               | 80                 | 74               | -                  |     |                        |                        |                        |                        |                        |    |        |                      |        |
|  | J2               | Galatasaray SK            | 106                | 90               | -                  |     |                        |                        |                        |                        |                        |    |        |                      |        |
|  | J2               | Galatasaray SK            | 106                | 90               | -                  |     | J2                     | Galatasaray SK         | 90                     |                        |                        |    |        |                      |        |
|  |                  |                           |                    |                  |                    |     | J2                     | Galatasaray SK         | 90                     |                        |                        |    |        |                      |        |
|  |                  | K1                        | La Laguna Tenerife | 80               |                    |     |                        |                        |                        |                        |                        |    |        |                      |        |
|  | K1               | K1                        | La Laguna Tenerife | 80               | La Laguna Tenerife | 93  | 77                     | -                      |                        |                        |                        |    |        |                      |        |
|  | K1               |                           |                    |                  | La Laguna Tenerife | 93  | 77                     | -                      |                        |                        |                        |    |        |                      |        |
|  | I2               | Bertram Derthona Tortona0 | 89ap               | 64               | -                  |     |                        |                        |                        |                        |                        |    |        |                      |        |
|  |                  |                           |                    |                  |                    |     |                        |                        |                        |                        |                        |    | J2     | Galatasaray SK       | 67     |
|  |                  | J1                        | Unicaja Málaga     | 83               |                    |     |                        |                        |                        |                        |                        |    |        |                      |        |
|  | I1               | AEK BETSSON Athènes       | 76                 | 70               | 104                |     |                        |                        |                        |                        |                        |    |        |                      |        |
|  | L2               | Nanterre 92               | 69                 | 82               | 69                 |     |                        |                        |                        |                        |                        |    |        |                      |        |
|  | L2               | Nanterre 92               | 69                 | 82               | 69                 |     | I1                     | AEK BETSSON Athènes0   | 65                     |                        |                        |    |        |                      |        |
|  |                  |                           |                    |                  |                    |     | I1                     | AEK BETSSON Athènes0   | 65                     |                        |                        |    |        |                      |        |
|  |                  | J1                        | Unicaja Málaga     | 71               |                    |     | Match pour la 3e place | Match pour la 3e place | Match pour la 3e place | Match pour la 3e place | Match pour la 3e place |    |        |                      |        |
|  | J1               | J1                        | Unicaja Málaga     | 71               | Unicaja Málaga     | 105 | Match pour la 3e place | Match pour la 3e place | Match pour la 3e place | Match pour la 3e place | Match pour la 3e place | 82 | -      |                      |        |
|  | J1               |                           |                    |                  | Unicaja Málaga     | 105 |                        |                        |                        |                        |                        | 82 | -      |                      |        |
|  | K2               | Pallacanestro Reggiana    | 68                 | 72               | -                  |     |                        |                        |                        |                        |                        |    | K1     | La Laguna Tenerife   | 73     |
|  |                  |                           |                    |                  |                    |     |                        |                        |                        |                        |                        |    | I1     | AEK BETSSON Athènes0 | 77     |

En 1/4 de finale, l'équipe la mieux classée reçoit lors du match aller et de la belle éventuelle.

## Récompenses individuelles

### Récompenses de la saison
- Meilleur joueur (MVP)[4] :  Marcelinho Huertas ( La Laguna Tenerife)
- Meilleur joueur de la saison régulière[5] :  Gytis Radzevičius (en) ( Rytas Vilnius)
- Meilleur joueur des Play-ins[6] :  Will Cummings ( Galatasaray SK)
- Meilleur joueur du Top 16[7] :  James Palmer Jr. ( Galatasaray SK)
- Meilleur joueur des Quarts de finale[8] :  Marcelinho Huertas ( La Laguna Tenerife)
- Meilleur joueur du Final four[9] :  Tyson Carter ( Unicaja Málaga)
- Meilleur défenseur[4] :  Alberto Díaz ( Unicaja Málaga)
- Meilleur jeune joueur[4] :  Nolan Traoré ( Saint-Quentin Basket-Ball)
- Meilleur coach[4] :  Txus Vidorreta ( La Laguna Tenerife)
- Premier et deuxième cinq majeurs de la saison 2024-2025[4] :

| Premier cinq majeur | Premier cinq majeur      | Deuxième cinq majeur    | Deuxième cinq majeur |
| Joueur              | Équipe                   | Joueur                  | Équipe               |
| ------------------- | ------------------------ | ----------------------- | -------------------- |
| Marcelinho Huertas  | La Laguna Tenerife       | Kendrick Perry          | Unicaja Málaga       |
| Hunter Hale         | AEK BETSSON Athènes      | Will Cummings           | Galatasaray SK       |
| James Palmer Jr.    | Galatasaray SK           | Desi Rodriguez          | Nanterre 92          |
| Dylan Osetkowski    | Unicaja Málaga           | Derrick Alston Jr. (en) | BAXI Manresa         |
| Ismaël Kamagate     | Bertram Derthona Tortona | Steven Enoch            | Rytas Vilnius        |

- Meilleure équipe de la saison régulière[10] :

| Joueur                  | Équipe                   | Pts  | Rbd | Eval |
| ----------------------- | ------------------------ | ---- | --- | ---- |
| Errick McCollum         | Pınar Karşıyaka          | 22,0 | 3,7 | 20,5 |
| Zac Seljaas (de)        | FIT/One Würzburg Baskets | 20,5 | 7,0 | 23,2 |
| Derrick Alston Jr. (en) | BAXI Manresa             | 19,0 | 4,5 | 18,3 |
| Gytis Radzevičius (en)  | Rytas Vilnius            | 13,5 | 7,7 | 19,0 |
| Ismaël Kamagate         | Bertram Derthona Tortona | 10,7 | 3,0 | 18,0 |

- Meilleure équipe des play-ins[11] :

| Joueur          | Équipe                 | Pts  | Rbd | Eval |
| --------------- | ---------------------- | ---- | --- | ---- |
| Cassius Winston | Pallacanestro Reggiana | 22,0 | 1,0 | 21,0 |
| Will Cummings   | Galatasaray SK         | 19,3 | 5,7 | 24,7 |
| Hugo Besson     | Manisa BBSK            | 22,5 | 5,0 | 20,0 |
| Matt Tiby (es)  | Falco KC Szombathely   | 15,7 | 8,0 | 20,3 |
| Jaime Echenique | Aliaga Petkimspor      | 16,3 | 7,0 | 20,3 |

- Meilleure équipe du Top 16[12] :

| Joueur             | Équipe              | Pts  | Rbd | Eval |
| ------------------ | ------------------- | ---- | --- | ---- |
| Marcelinho Huertas | La Laguna Tenerife  | 19,0 | 1,8 | 18,5 |
| Tyson Carter       | Unicaja Málaga      | 14,7 | 5,7 | 14,7 |
| James Palmer Jr.   | Galatasaray SK      | 14,8 | 5,2 | 14,0 |
| Desi Rodriguez     | Nanterre 92         | 17,0 | 4,0 | 17,2 |
| Grant Golden       | AEK BETSSON Athènes | 13,2 | 5,8 | 19,5 |

- Meilleure équipe des Quarts de finale[13] :

| Joueur             | Équipe              | Pts  | Rbd | Eval |
| ------------------ | ------------------- | ---- | --- | ---- |
| Marcelinho Huertas | La Laguna Tenerife  | 21,0 |     | 11,0 |
| Will Cummings      | Galatasaray SK      | 25,0 |     |      |
| Hunter Hale        | AEK BETSSON Athènes | 20,7 |     |      |
| Tyson Pérez        | Unicaja Málaga      |      |     |      |
| Giorgi Shermadini  | La Laguna Tenerife  | 21,0 |     | 7,0  |

### Récompenses hebdomadaires

#### Meilleure équipe par journée de la saison régulière
| Semaine | PG                                                   | SG                                            | SF                                                    | PF                                                   | C                                                    |
| ------- | ---------------------------------------------------- | --------------------------------------------- | ----------------------------------------------------- | ---------------------------------------------------- | ---------------------------------------------------- |
| 1       | Nolan Traoré (1/1) Saint-Quentin BB (1/2)            | Saben Lee (1/4) Manisa BBSK (1/7)             | Zoltán Perl (1/2) Falco KC Szombathely (1/2)          | Dairis Bertāns (1/1) VEF Riga (1/1)                  | Dylan Osetkowski (1/1) Unicaja Málaga (1/8)          |
| 2       | Breein Tyree (1/1) Aliaga Petkimspor (1/2)           | Saben Lee (2/4) Manisa BBSK (2/7)             | Zachary Seljaas (1/2) FIT/One Würzburg Baskets (1/3)  | Desi Rodriguez (1/4) Nanterre 92 (1/7)               | Christian Bishop (1/1) ERA Nymburk (1/5)             |
| 3       | Zoltán Perl (2/2) Falco KC Szombathely (2/2)         | Errick McCollum (1/1) Pınar Karşıyaka (1/2)   | Christian Vital (1/2) Bertram Derthona Tortona (1/7)  | Gytis Radzevičius (1/2) Rytas Vilnius (1/5)          | Thomas Kennedy (1/1) Telekom Baskets Bonn (1/2)      |
| 4       | Otis Livingston II (1/1) Galatasaray SK (1/7)        | Tyler Kalinoski (1/1) Unicaja Málaga (2/8)    | Jaromír Bohačík (1/2) ERA Nymburk (2/5)               | Zachary Seljaas (2/2) FIT/One Würzburg Baskets (2/3) | Martynas Echodas (1/1) Manisa BBSK (3/7)             |
| 5       | Darius McGhee (1/1) Telekom Baskets Bonn (2/2)       | R. J. Cole (1/2) Rytas Vilnius (2/5)          | Christian Vital (2/2) Bertram Derthona Tortona (2/7)  | Derrick Alston Jr. (1/5) BAXI Manresa (1/6)          | Stéphane Gombauld (1/1) Pallacanestro Reggiana (1/3) |
| 6       | Ludvig Håkanson (1/1) UCAM Murcia (1/3)              | Paul Lacombe (1/1) Nanterre 92 (2/7)          | Jarell Eddie (1/1) Peristéri BC (1/1)                 | Marcus Bingham Jr. (1/1) Hapoël Holon (1/3)          | David Kravish (1/1) Unicaja Málaga (3/8)             |
| 7       | Errick McCollum (1/1) Pınar Karşıyaka (1/1)          | David Krämer (1/2) La Laguna Tenerife (1/10)  | Artūrs Strautiņš (1/1) Bertram Derthona Tortona (3/7) | Derrick Alston Jr. (2/5) BAXI Manresa (2/6)          | Steven Enoch (1/1) Rytas Vilnius (3/5)               |
| 8       | Elijah Mitrou-Long (1/1) Hapoël Holon (2/3)          | Dylan Ennis (1/1) UCAM Murcia (2/3)           | Brandon Randolph (1/1) RASTA Vechta (1/1)             | Gytis Radzevičius (2/2) Rytas Vilnius (4/5)          | Terrell Carter (1/1) KK Igokea (1/1)                 |
| 9       | Kendale McCullum (1/1) Maccabi Ironi Ramat Gan (1/2) | Jerome Robinson (1/1) Saint-Quentin BB (2/2)  | Marcelinho Huertas (1/3) La Laguna Tenerife (2/10)    | Derrick Alston Jr. (3/5) BAXI Manresa (3/6)          | Ismaël Kamagate (1/2) Bertram Derthona Tortona (4/7) |
| 10      | Retin Obasohan (1/1) BAXI Manresa (4/6)              | Trey Drechsel (1/1) SL Benfica Lisbonne (1/1) | Fatts Russell (1/1) Pınar Karşıyaka (2/2)             | Saben Lee (3/4) Manisa BBSK (4/7)                    | Ioannis Kouzeloglou (1/1) AEK BETSSON Athènes (1/6)  |

#### Meilleure équipe par journée desPlay-ins
| Match  | PG                                                 | SG                                                | SF                                      | PF                                     | C                                                |
| ------ | -------------------------------------------------- | ------------------------------------------------- | --------------------------------------- | -------------------------------------- | ------------------------------------------------ |
| Aller  | Wesley van Beck (1/1) Aliaga Petkimspor (2/2)      | Jaylen Barford (1/1) Pallacanestro Reggiana (2/3) | Hugo Besson (1/1) Manisa BBSK (5/7)     | Chase Audige (1/1) Filou Ostende (1/1) | Ebuka Izundu (1/2) Galatasaray SK (2/7)          |
| Retour | Cassius Winston (1/1) Pallacanestro Reggiana (3/3) | Saben Lee (4/4) Manisa BBSK (6/7)                 | Dakarai Tucker (1/1) Hapoël Holon (3/3) | Desi Rodriguez (2/4) Nanterre 92 (3/7) | Amin Stevens (1/1) Maccabi Ironi Ramat Gan (2/2) |

#### Meilleure équipe par journée du Top 16
| Semaine | PG                                                   | SG                                                 | SF                                          | PF                                                    | C                                            |
| ------- | ---------------------------------------------------- | -------------------------------------------------- | ------------------------------------------- | ----------------------------------------------------- | -------------------------------------------- |
| 1       | Jhivvan Jackson (1/1) FIT/One Würzburg Baskets (3/3) | Marcelinho Huertas (2/3) La Laguna Tenerife (3/10) | Jaromír Bohačík (2/2) ERA Nymburk (3/5)     | Derrick Alston Jr. (4/5) BAXI Manresa (5/6)           | RaiQuan Gray (1/1) AEK BETSSON Athènes (2/6) |
| 2       | Prentiss Hubb (1/1) AEK BETSSON Athènes (3/6)        | Tyson Carter (1/1) Unicaja Málaga (4/8)            | James Palmer Jr. (1/2) Galatasaray SK (3/7) | William Howard (1/2) Nanterre 92 (4/7)                | Fran Guerra (1/1) La Laguna Tenerife (4/10)  |
| 3       | R. J. Cole (2/2) Rytas Vilnius (5/5)                 | Tyrone Wallace (1/1) Galatasaray SK (4/7)          | Kaiser Gates (1/1) UCAM Murcia (3/3)        | Desi Rodriguez (3/4) Nanterre 92 (5/7)                | Grant Golden (1/1) AEK BETSSON Athènes (4/6) |
| 4       | Hunter Hale (1/2) AEK BETSSON Athènes (5/6)          | David Krämer (2/2) La Laguna Tenerife (5/10)       | Melvin Ejim (1/2) Unicaja Málaga (5/8)      | Justin Gorham (3/3) Bertram Derthona Tortona (5/7)    | Fabian White Jr. (1/1) Manisa BBSK (7/7)     |
| 5       | Jordan Walker (1/1) Promithéas Patras (1/1)          | Kameron Taylor (1/1) Unicaja Málaga (6/8)          | Derrick Alston Jr. (5/5) BAXI Manresa (6/6) | Konstantin Kostadinov (1/1) La Laguna Tenerife (6/10) | Nighael Ceaser (1/1) ERA Nymburk (4/5)       |
| 6       | Stephen Brown (1/1) ERA Nymburk (5/5)                | Lluís Costa (1/1) La Laguna Tenerife (7/10)        | Desi Rodriguez (4/4) Nanterre 92 (6/7)      | Ismaël Kamagate (2/2) Bertram Derthona Tortona (6/7)  | Ebuka Izundu (2/2) Galatasaray SK (5/7)      |

#### Meilleure équipe par match desPlay-offs
| Match                 | PG                                                 | SG                                          | SF                                     | PF                                              | C                                                  |
| --------------------- | -------------------------------------------------- | ------------------------------------------- | -------------------------------------- | ----------------------------------------------- | -------------------------------------------------- |
| 1/4 de finale Match 1 | Will Cummings (1/1) Galatasaray SK (6/7)           | Hunter Hale (2/2) AEK BETSSON Athènes (6/6) | Melvin Ejim (2/2) Unicaja Málaga (7/8) | Kyle Weems (1/1) Bertram Derthona Tortona (7/7) | Giorgi Shermadini (1/2) La Laguna Tenerife (8/10)  |
| 1/4 de finale Match 2 | Marcelinho Huertas (3/3) La Laguna Tenerife (9/10) | Kendrick Perry (1/1) Unicaja Málaga (8/8)   | William Howard (2/2) Nanterre 92 (7/7) | James Palmer Jr. (2/2) Galatasaray SK (7/7)     | Giorgi Shermadini (2/2) La Laguna Tenerife (10/10) |